# Matthew Tkachuk
Matthew Tkachuk (Scottsdale, 11 dicembre 1997) è un hockeista su ghiaccio statunitense.

## Carriera
Gioca nel ruolo di attaccante e di capitano alternativo nella franchigia dei Florida Panthers della National Hockey League (NHL). È stato la sesta scelta assoluta negli NHL Entry Draft del 2016 da parte dei Flames.

## Palmarès

### Club
- Stanley Cup: 1

Florida Panthers: 2023-2024